# حبيل الديم (أسلم)

تعديل مصدري - تعديل

حبيل الديم هي إحدى قرى عزلة أسلم الوسط بمديرية أسلم التابعة لمحافظة حجة، بلغ تعداد سكانها 154 نسمة حسب تعداد اليمن لعام 2004.